# ЛГБТ-кінофестиваль
ЛГБТ-кінофестиваль або квір-кінофестиваль — спеціалізований кінофестиваль, який має спрямованість на питання і проблеми представників ЛГБТ у виборі фільмів. Подібні кінофестивалі часто демонструють фільми, які спрямовані на пошук «прогресивно мислячої аудиторії», і часто є активістськими платформами для підвищення обізнаності навколо прав ЛГБТ, а також для створення чи украплення зв'язків[прояснити] між представниками ЛГБТ-спільноти.

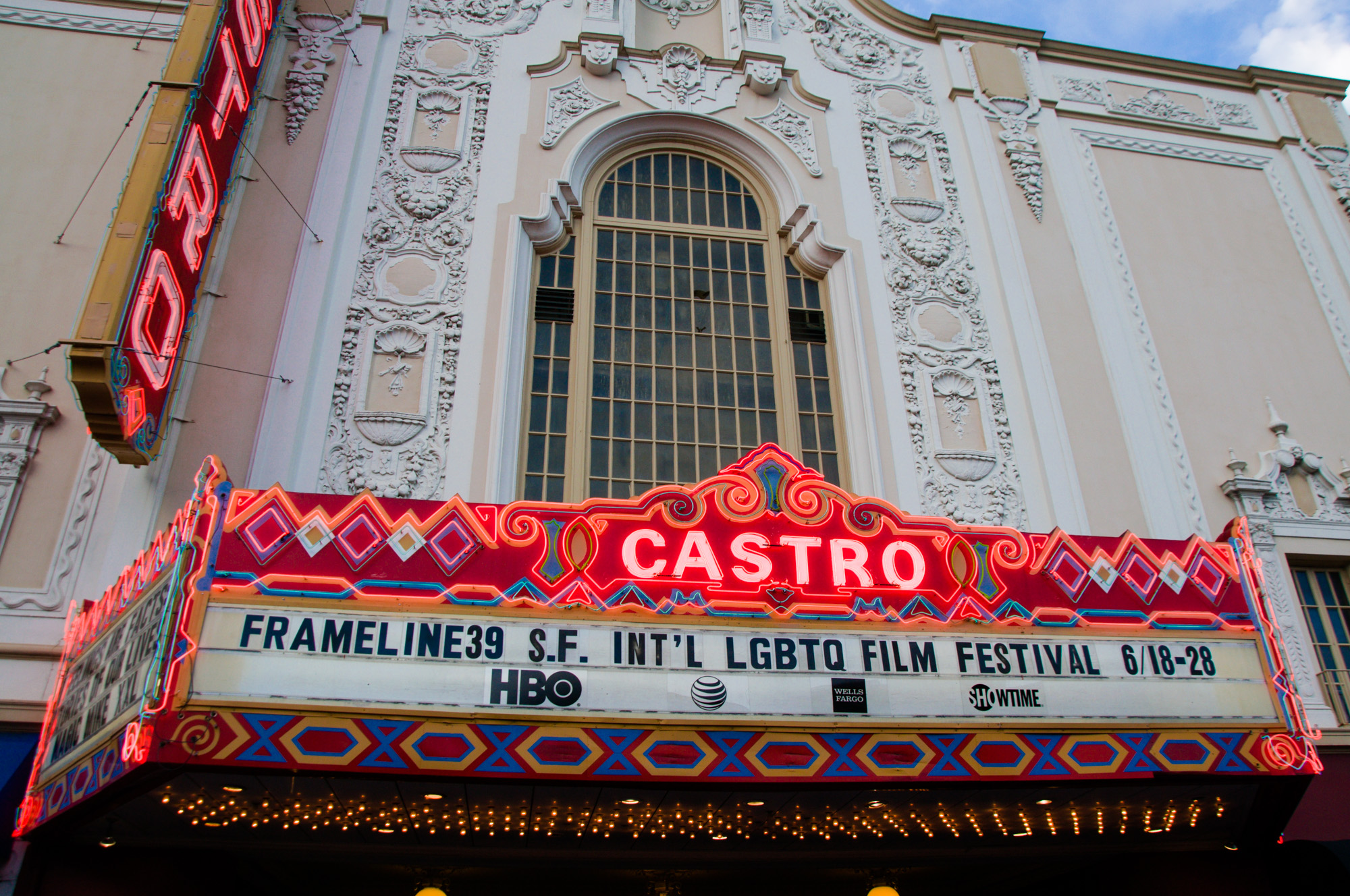
Театр Кастро під час 39го Міжнародного ЛГБТ-кінофестивалю у Сан-Франциско у червні 2015 року

## Історія
Перші квір-кінофестивалі були організовані у 1970-х роках в США як частина активізації ЛГБТ-руху. Найстарішим кінофестивалем з фокусом на ЛГБТ-права є Міжнародний ЛГБТ-кінофестиваль у Сан-Франциско, який проводиться з 1977 року. До 1990-х років квір-фестивалі носили переважно неформальний характер та проводились лише у західних країнах. З початком 1990-х років неурядові громадські організації почали створюватись навколо ЛГБТ-кінофестивалів, а деякі фестивалі стали комерційними. До того ж почали виникати нові ринки, особливо у Східній Азії та Східній Європі.
Фестивалі ЛГБТ-фільмів використовують різні назви для демонстрації своєї спрямованості на певні ЛГБТ-теми, наприклад «геї і лесбійки» (Гонконгський фестиваль лесбійських і гей-фільмів), «квір», «веселковий» (наприклад, Веселковий кінофестиваль Rainbow Reel Tokyo), «ЛГБТ+» або інші варіанти. Або вони взагалі можуть не використовувати ніякого «ярлика» у своїй назві (наприклад, MIX NYC у Нью-Йорку).